# 김한용
김한용(金漢龍, 1952년 2월 21일 ~ )은 경상남도 진주시 문산읍 출신의 대한민국의 전직 소방공무원, 공공단체장이다. 대한민국 육군 하사로 전역 후 1980년 11월 4일 제2기 소방간부후보생로 소방에 입문하여 진주․김해소방서에서 공직생활을 시작했다. 경남도청 소방과, 밀양소방서장, 진해․거창소방서장, 행정자치부 구급담당, 부산소방본부 구조구급과장 및 방호과장, 경남소방본부장, 경기소방재난본부장, 제21대 서울소방재난본부장, 제19대 중앙소방학교장을 역임하였다. 퇴직 후 한국소방안전협회 회장으로 취임하였다.

## 학력
- 1982.3～’85.8 방송통신대학교 행정학과 학사
- 1989.3～’91.6 경남대 경영대학원 경영학 석사

## 경력
- ’80.11.4～’84.7.5 : 지방소방위 진주․김해소방서 계장 및 파출소장
- ’84.7.6～’88.6.31 : 지방소방경 경남도청 소방과 계장
- ’88.7.1～’94.1.6 : 지방소방령 경남도청 소방과 소방감찰계장.밀양서장
- ’94.1.7～’01.2.12 : 지방소방정 진해 . 거창 소방서장. 행정자치부 구급계장
- ’01.2.13 ~ ’03.7.15 : 지방소방준감 부산소방본부 구조구급과장. 방호과장
- ’03.7.16 ~ ‘05.1.23 : 소방준감 경남소방본부장
- ‘05.1.24 ~ ’06.2.5 : 소방감 국방대학교 파견
- ‘06.3.18 ~ ’07.2.12 : 소방감 경기도소방재난본부장
- ‘07.2.13 ~ ’07.6.8 : 소방감 서울특별시 소방방재본부장
- ‘07.10.02 ~ ’08.08.11 : 소방감 제19대 중앙소방학교장
- ‘08.09.19 ~ 2011.09.18 : 제11대 한국소방안전협회장